# Internationale Vereinigung der Exorzisten
Die Internationale Vereinigung der Exorzisten (italienisch Associazione internazionale degli esorcisti, AIE) ist eine Organisation der römisch-katholischen Kirche mit Sitz in Rom.

## Geschichte
Sie wurde 1992 durch sechs Priester gegründet, darunter Gabriele Amorth (1925–2016), Exorzist des Bistums Rom, der französische Exorzist René Chenesseau (1924–2010) sowie Jeremy Davies (1935–2022), seit 1987 Exorzist des Erzbistums Westminster in London.
Gabriele Amorth führte von 1994 bis 2000 den Vorsitz der Vereinigung und wurde anschließend ihr Ehrenvorsitzender auf Lebenszeit. Sein Nachfolger, Giancarlo Gramolazzo (1945–2010), wurde nach seinem Tod im November 2010 durch den Kapuzinerpriester Cipriano de Meo (* 1924) und anschließend durch Francesco Bamonte (Priesterweihe 8. September 1990) ersetzt, der anschließend als Vorsitzender amtierte. 2023 wurde Karel Orlita aus dem Bistum Brünn zum neuen Vorsitzenden gewählt.
Ende 1998 wurde eine 84-seitige Anleitung für Exorzisten als Teil des Rituale Romanum unter dem Titel De exorcismis et supplicationibus quibusdam („Von Exorzismen und gewissen flehentlichen Bitten“) auf lateinisch veröffentlicht und in einige Sprachen übersetzt. Dies ist eine leicht revidierte Version eines Vorgängerdokuments aus dem Jahre 1614.
Seit 2005 führt das Institut Sacerdos des Päpstlichen Athenaeums Regina Apostolorum einen theoretischen und praktischen Kurs für Priester durch, die als Exorzisten amtieren.
Am 13. Juni 2014 wurde die Vereinigung vom Vatikan per Dekret der Kleruskongregation als kanonisches Rechtssubjekt anerkannt.

## Organisation
Die Vereinigung zählt etwa 900 als Exorzisten und als Hilfsexorzisten tätige Priester vor allem aus Italien, den USA, Mexiko, Tschechien, Österreich sowie aus Afrika. Die Treffen in Rom folgen einem Zweijahresrhythmus, wobei sich jeweils ein Jahrestreffen auf nationaler Ebene und ein solches auf internationaler Ebene abwechseln.
In Großbritannien ist in jeder Diözese ein Priester als Exorzist angestellt, der in der Regel von seinem Bischof für dieses Amt beauftragt wird. Die Namen der Exorzisten werden jedoch kaum je bekanntgegeben, und es besteht ein Verbot, öffentlich über das Ritual zu sprechen. Dasselbe gilt für Spanien und für Österreich, wo die Exorzisten die Bezeichnung „Beauftragter im Befreiungsdienst“ tragen.